# Николайсен, Расмус
Расмус Шмидт Николайсен (дат. Rasmus Schmidt Nicolaisen; род. 16 марта 1997, Дания) — датский футболист, защитник клуба «Тулуза».

## Клубная карьера
Расмус Николайсен является воспитанником футбольной школы при клубе «Мидтьюлланн». В 2017 году защитник дебютировал в первой команде в матчах чемпионата Дании, вместе с командой Николайсен становился чемпионом страны и победителем национального Кубка.
В сентябре 2020 года футболист отправился в Англию, где на правах аренды весь сезон играл в клубе Первой лиги «Портсмут». После окончания аренды английский клуб не стал подписывать контракт с защитником и Николайсен вернулся в Данию. А уже в августе 2021 года он отправился в состав французской «Тулузы». С которой в первом же сезоне выиграл турнир Лига 2, а в следующем Кубок Франции.

## Карьера в сборной
С 2013 по 2015 год Расмус Николайсен выступал за юношеские сборные Дании.